# Бойко, Степан Карпович
Степан Карпович Бойко (1913 — 4 декабря 1990, Полтава) — украинский советский партийный, государственный и общественный деятель, председатель Полтавского облисполкома. Депутат Верховного Совета УССР 7-8-го созывов. Кандидат в члены ЦК КПУ в 1966—1976 г.

## Биография
Родился в крестьянской семье.
Окончил Семёновский сельскохозяйственный техникум Днепропетровской области. Работал на комсомольской работе в Днепропетровской области.
Член ВКП(б) с 1940 года.
В 1943—1945 г. — председатель исполнительного комитета Криворожского районного совета депутатов трудящихся Днепропетровской области.
В 1945—1955 г. — 1-й секретарь Петропавловского районного комитета КП(б)У Днепропетровской области, 1-й секретарь Днепропетровского районного комитета КПУ Днепропетровской области.
В 1955 — январе 1963 г. — секретарь Полтавского областного комитета КПУ.
В январе — июле 1963 г. — 2-й секретарь Полтавского сельского областного комитета КПУ.
В июле 1963 — декабре 1964 г. — председатель исполнительного комитета Полтавского сельского областного совета депутатов трудящихся.
В декабре 1964 — январе 1974 г. — председатель исполнительного комитета Полтавского областного совета депутатов трудящихся.
Потом — на пенсии.

## Награды
- ордена
- орден Трудового Красного Знамени (1973)
- медали